# 345720 Monte Vigese
345720 Monte Vigese este o planetă minoră (asteroid) din centura de asteroizi. A fost descoperită pe 12 decembrie 2006 la osservatorio astronomico della Montagna Pistoiese⁠(d) de  și a fost numită după monte Vigese⁠(d). 
Obiectul prezintă o orbită caracterizată de o semiaxă mare de 2,2214566407801 UAi, o excentricitate de 0,10345787852167, o înclinație de 7,041188337115 ° în raport cu ecliptica.